# جیمز آلموند
جیمز آلموند (انگلیسی: James Almond؛ سپتامبر ۱۸۷۴ – ۱۹۲۳ (۴۸−۴۹ سال)) بازیکن فوتبال اهل پادشاهی متحد بریتانیای کبیر و ایرلند بود.
از باشگاه‌هایی که در آن بازی کرده‌است می‌توان به باشگاه فوتبال نلسون، باشگاه فوتبال برنلی، و باشگاه فوتبال سوئیندون تاون اشاره کرد.